# 요코하마 미술관

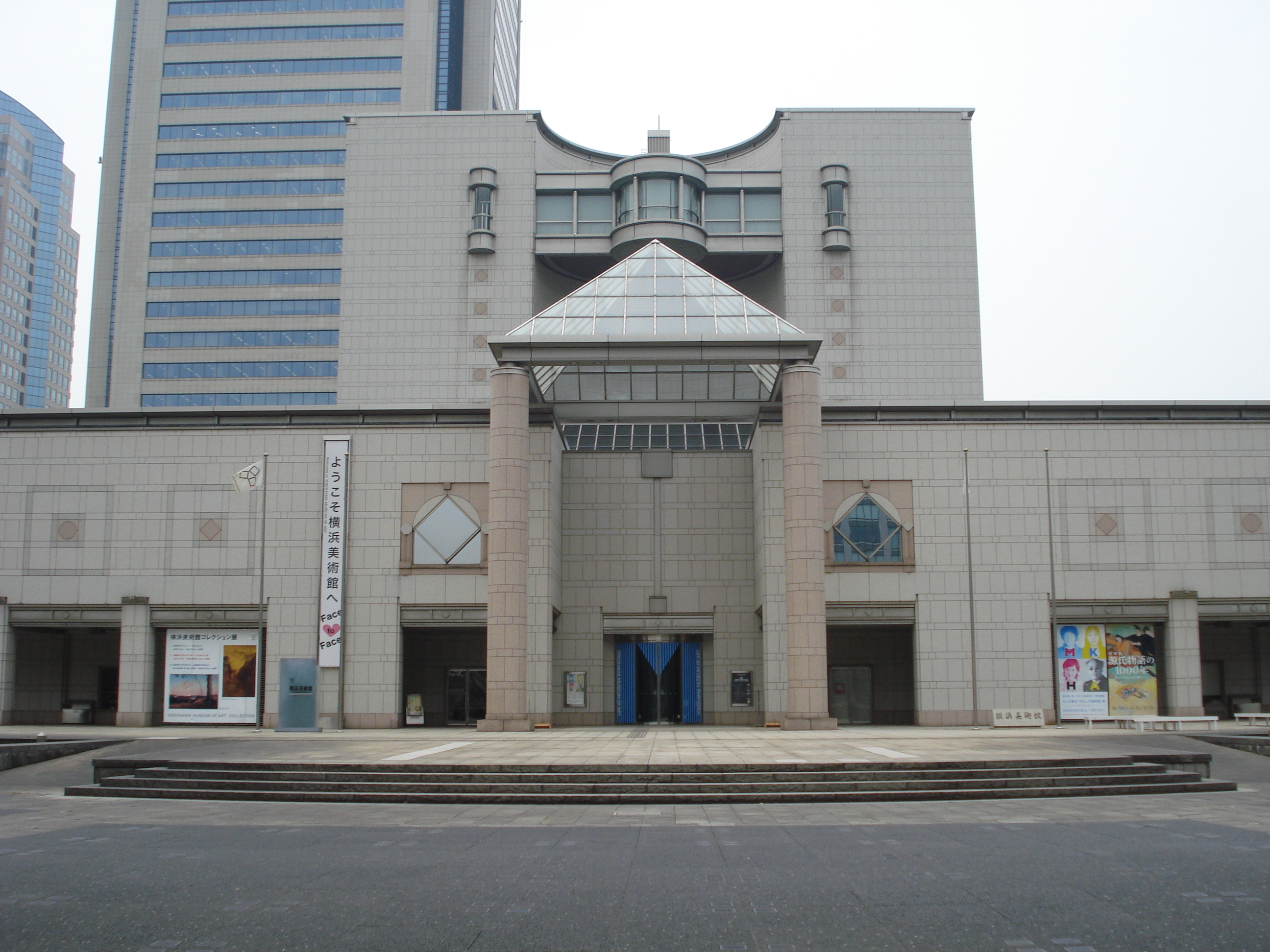
요코하마 미술관

요코하마 미술관(일본어: 横浜美術館)은 1989년에 설립된 미술관이다. 일본 요코하마시 미나토미라이 21 근처에 있다. 요코하마 랜드마크 타워 옆에 존재한다.